# Сыртовая равнина
Сыртовая равни́на — денудационная равнина раннечетвертичного возраста в Низком Заволжье. На севере граничит с Жигулевскими и Кинельскими «горами», на востоке — с возвышенностью Общего Сырта, на западе — с долиной Волги, а на юге она переходит в Прикаспийскую низменность.
Возникла в Заволжье из-за разрушения позднеплейстоценовой аккумулятивной равнины. Сложена апшеронскими (сыртовыми) отложениями и покровными эоловыми образованиями — горизонт желто-бурых суглинков. Средняя высота Сыртовой равнины равна 60-100 м над уровнем моря, но встречаются отдельные сырты высотой 130—180 м. Поверхность равнины снижается с севера на юг и на западе от 200-160-140 м до 60-45 м.

## Рельеф
Равнина имеет полого-холмистый увалистый рельеф со ступенчатым расположением увалов (так называемых сыртов) относительно друг друга, следующих с востока на запад и с севера на юг. Ступенчатое строение сыртовых увалов объясняется ими многофазностью развития эрозионных процессов. Преобладают прямые по форме склоны, иногда террасированные. Поверхности склонов расчленены многочисленными балками, реже оврагами. Глубина эрозионного вреза на Сыртовой равнине колеблется от 40 до 100 м.
Среди равнины встречаются остатки более древнего рельефа (гора Шмала около села Орловка Пугачевского района, бугры Песчаный Map Новоузенского района) — останцы. Встречаются здесь и овраги, балки.
Рельеф Сыртового Заволжья почти полностью преобразован человеком: междуречья, пологие склоны и широкие террасы распаханы, много дорог, карьеров, мелиоративных сооружений, населённых пунктов.